# Suore francescane di Allegany
Le Suore Francescane di Allegany (in inglese Franciscan Sisters of Allegany) sono un istituto religioso femminile di diritto pontificio: le suore di questa congregazione pospongono al loro nome la sigla O.S.F.

## Storia
Nel 1855 il frate minore Panfilo da Magliano, invitato dal vescovo di Buffalo, si trasferì con tre confratelli ad Allegany e vi aprì un collegio maschile: desiderando estendere il suo apostolato anche alla gioventù femminile, decise di fondare anche una congregazione di suore insegnanti.
Le prime religiose furono Gianna Todd ed Elena O'Fallon, di Filadelfia, e Marianna O'Neill, di Fort Lee, che si formarono presso le suore Francescane di Glen Riddle: la fondazione ebbe luogo ad Allegany il 16 aprile 1859.
Le prime filiali furono aperte nel 1865 a Winsted, nel Connecticut, e a New York; la prima missione fu fondata in Giamaica nel 1879.
L'istituto ricevette il decreto di lode dalla congregazione di Propaganda Fide il 26 gennaio 1905 e l'approvazione definitiva delle sue costituzioni il 16 luglio 1913 dalla congregazione dei religiosi.

## Attività e diffusione
Le suore si dedicano principalmente all'istruzione della gioventù, ma anche all'assistenza agli ammalati e al lavoro nelle missioni.
Oltre che negli Stati Uniti d'America, sono presenti in Bolivia, in Brasile e in Giamaica; la sede generalizia è ad Allegany.
Alla fine del 2008 la congregazione contava 321 religiose in 103 case.